# Timothy Zahn
Timothy Zahn (* 1. září 1951, Chicago, USA) je americký spisovatel science fiction, jeho nejznámějším dílem je trojice románů o velkoadmirálu Thrawnovi, odehrávající se ve vesmíru Star Wars několik let po Návratu Jediů.
Narodil se v Chicagu v roce 1951. Na Michiganské státní univerzitě získal v roce 1973 bakalářský titul z fyziky. Další akademický titul – magisterský – získal opět z fyziky v roce 1975 na University of Illinois. V témže roce se začal věnovat psaní science fiction. Je ženatý, jeho manželka Anna s ním žije v Oregonu. Roku 1984 získal Cenu Hugo za novelu Kaskádový bod.

## Dílo

### Star Wars

#### Thrawnova trilogie
1. Dědic Impéria (Heir to the Empire, 1991)
2. Temná síla na vzestupu (Dark Force Rising, 1993)
3. Poslední povel (The Last Command, 1993)

#### Ruka Thrawnova
1. Přízrak minulosti (Specter of the Past, 1998)
2. Vize budoucnosti (Vision of the Future, 1999)

#### Romány
- Star Wars: Pouť pozůstalého (Survivor's Quest), 2004
- Star Wars: Mezigalaktická výprava (Outbound Flight), únor 2006
- Allegiance, únor 2007
- Mara Jade: By the Emperor's Hand – ve spolupráci s Michaelem Stackpolem
- Mara Jade: A Night on the Town – ve Star Wars Tales #1

#### Povídky
- Hammertong – antologie „Tales from the Mos Eisley Cantina“
- Side Trip – antologie „Tales from the Mos Eisley Cantina“, ve spolupráci s Michaelem Stackpolem
- Interlude at Darknell – antologie „Tales from the Mos Eisley Cantina“, ve spolupráci s Michaelem Stackpolem
- Sleight of Hand – antologie „Tales from Jabba's Palace“
- Hero of Cartao – v časopise „Star Wars Insider“, česky v antologii Setkání v mlze

### Conquerors Trilogy
- Conquerors' Pride, 1994
- Conquerors' Heritage, 1995
- Conquerors' Legacy, 1996

### Série Kobra
- Kobra, Laser-Books, 1999
- Kobra z Aventine, Laser-Books, 2002 (Cobra, 1985)
- Synové Kobry, Laser-Books, 2003
- Válka kober (Cobra Strike, 1986)
- Cobra Bargain, 1988

### Blackcollar Series
- The Blackcollar, 1983
- The Backlash Mission, 1986

### Dragonback Series
- Dragon and Thief, 2003
- Dragon and Soldier, 2004
- Dragon and Slave, 2005

### Romány
- The Firebird
- A Coming of Age, 1985
- Triplet, 1987
- Spinneret, 1985
- Deadman Switch, 1988
- War Horse, 1990
- The Icarus Hunt, 1999
- Angelmass, 2001
- Manta's Gift, 2002
- Green and the Gray, 2004
- Night Train to Rigel, 2005

### Sbírky
- Cascade Point and Other Stories, 1986
- Time Bomb and Zahndry Others, 1988
- Distant Friends and Other Stories, 1992
- Star Song and Other Stories, 2002

## Ocenění
- Cena Hugo
  - 1984 – novela – Kaskádový bod